# Sony Xperia M
Sony Xperia M (модельний номер — C1904, C1905, C2004, C2005, кодове ім'я Nicki) — Android-смартфон із серії Sony Xperia, розроблений компанією Sony, випущений у серпні 2013. Цей телефон також має знімні задні кришки різних кольорів, таких як чорний, фіолетовий, світло-зелений та білий. Це найдешевший телефон із сертифікацією PlayStation Mobile.

## Дизайн
Дизайн смартфону, витриманий компанією у своїй фірмовій «Omni-Balance», який вперше використала в смартфоні Xperia Z, але Xperia M все таки має суттєві відмінності. Краї трохи заокруглені не тільки по бокам, але й на задню кришку, яка знімається. Задня панель виготовлена із матового пластика, яку можна зняти для заміни батареї, чи SIM-карти. На тій же задній панелі, розташована зверху з лівого боку камера і правіше світлодіодний спалах. По центру логотип Sony і мітка NFC, знизу логотип серії до якої належить смартфон Xperia і основний динамік. Бічна панель більш схожа на флагман, трохи втоплена в корпус, виготовлена з контрастного матеріалу. Кнопка живлення, спуску затвора і гойдалка гучності, виготовлені із метала, розташовані справа. Зліва зверху розміщений лише micro-USB роз'єм. Спереду розташований зверху розмовний динамік, нижче логотип Sony лівіше фронтальна камера. Фізичні кнопки відсутні, а екран зверху і знизу трохи скошений до корпусу.  

## Технічні характеристики

### Апаратне забезпечення
Пристрій оснащений екраном в 4 дюйми (100 мм) та розширенням в 480 x 854 з щільністю пікселів на дюйм — 245 ppi, виготовлений за технологією TFT. Смартфон має двоядерний процесор Qualcomm Snapdragon S4 Plus (MSM8926) з тактовою частотою 1 ГГц, і графічним процесором Adreno 305. Пристрій також має 1 ГБ оперативної пам'яті і внутрішню пам’ять об’ємом 4 ГБ, із можливістю розширення карткою microSDHC до 32 ГБ. Основна камера — 5 Мп яка може записувати відео HD 720p, в наявності ще є фронтальна камера, на 0,3 Мп яка спроможна на VGA. Xperia M має акумулятор ємністю 1750 мА·г, який можна заряджати через порт micro-USB. Дані передаються через той же роз'єм micro-USB, який також підтримує USB On-The-Go. Щодо наявності бездротових модулів, то є Wi-Fi (802.11a/b/g/n), Bluetooth 4.0, DLNA, вбудована антена стандарту GPS + ГЛОНАСС і NFC.

### Програмне забезпечення
Смартфон Sony Xperia M постачався із встановленою Android 4.1 «Jelly Bean», пізніше смартфон оновили до 4.3 «Jelly Bean». Оновлення стосувалося як для Xperia M, так і для Xperia M Dual. Незважаючи на те, що смартфон по характеристикам міг отримувати й оновлення надалі, Sony вирішила не оновлювати телефони до Android KitKat, разом з Xperia M, таку ж участь отримали Xperia SP і Xperia L. У зв'язку з цією неприємною новиною для користувачів, із 3 серпня 2014 року створено петицію щодо випуску офіційного оновлення Android 4.4 «Kitkat» для Xperia M. На момент написання статті, у 2022 році, петиція була закрита і підписали її 2,686 користувачів 

## Варіанти
| Модель | FCC id     | Доступність/регіони         | GSM діапазони        | UMTS діапазони        | Примітки |
| ------ | ---------- | --------------------------- | -------------------- | --------------------- | -------- |
| C1904  | PY7PM-0480 | Австралія, Північна Америка | 850, 900, 1800, 1900 | 850, 1700, 1900, 2100 | одно-SIM |
| C1905  | PY7PM-0490 | Весь світ                   | 850, 900, 1800, 1900 | 900, 2100             | одно-SIM |
| C2004  | PY7PM-0481 | Північна Америка            | 850, 900, 1800, 1900 | 850, 1700, 1900, 2100 | дво-SIM  |
| C2005  | PY7PM-0491 | Весь світ                   | 850, 900, 1800, 1900 | 900, 2100             | дво-SIM  |